# Вале дел'Анђело
Вале дел'Анђело (итал. Valle dell'Angelo) је насеље у Италији у округу Салерно, региону Кампанија.
Према процени из 2011. у насељу је живело 278 становника. Насеље се налази на надморској висини од 651 м.

## Становништво
| 1931. | 1936. | 1951. | 1961. | 1971. | 1981. | 1991. | 2001. | 2011. |
| ----- | ----- | ----- | ----- | ----- | ----- | ----- | ----- | ----- |
| 759   | 823   | 797   | 773   | 661   | 623   | 545   | 406   | 280   |